# Amomyrtus luma
Amomyrtus luma là một loài thực vật có hoa trong Họ Đào kim nương. Loài này được (Molina) D.Legrand & Kausel mô tả khoa học đầu tiên năm 1947.

## Hình ảnh

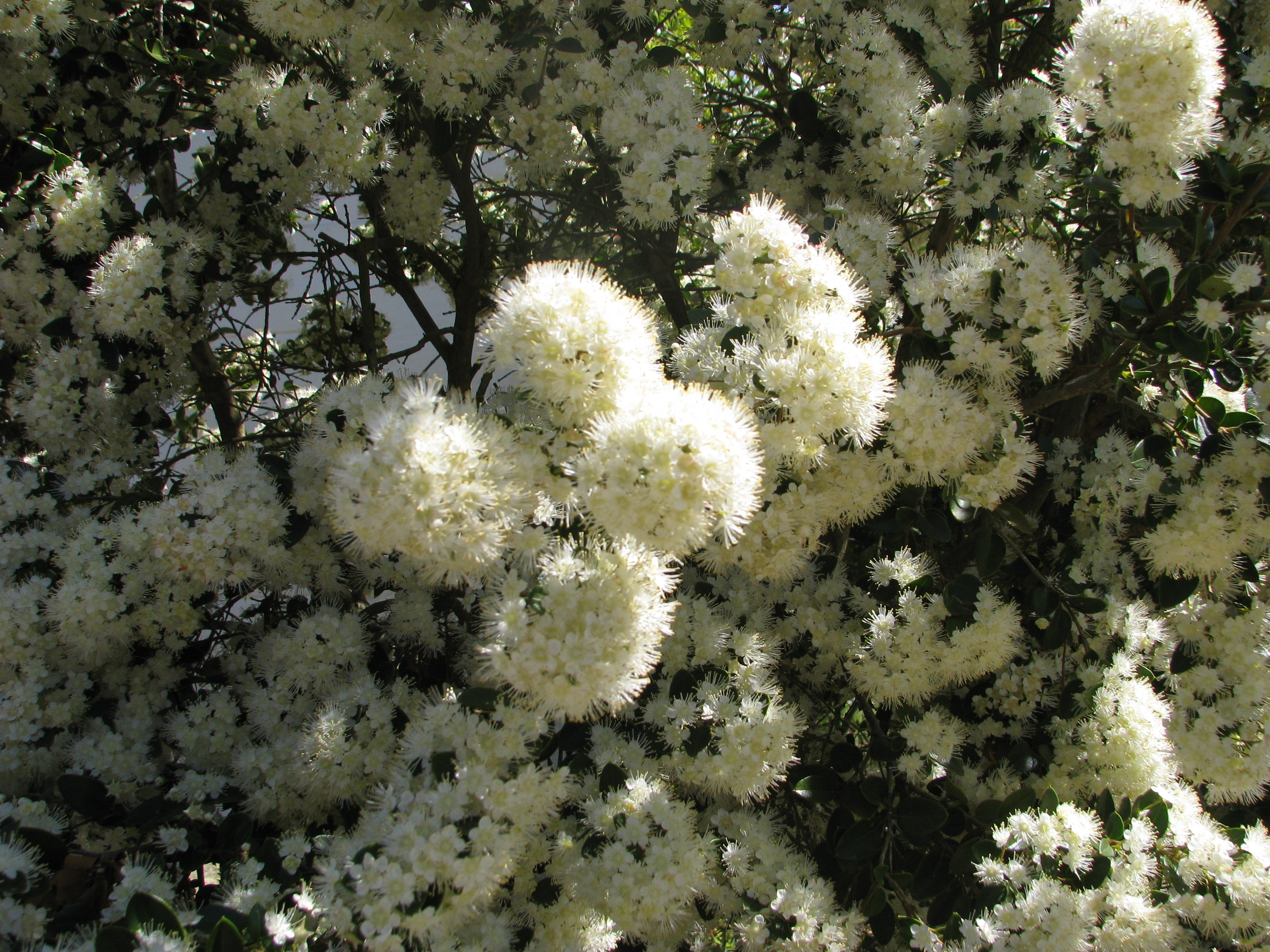
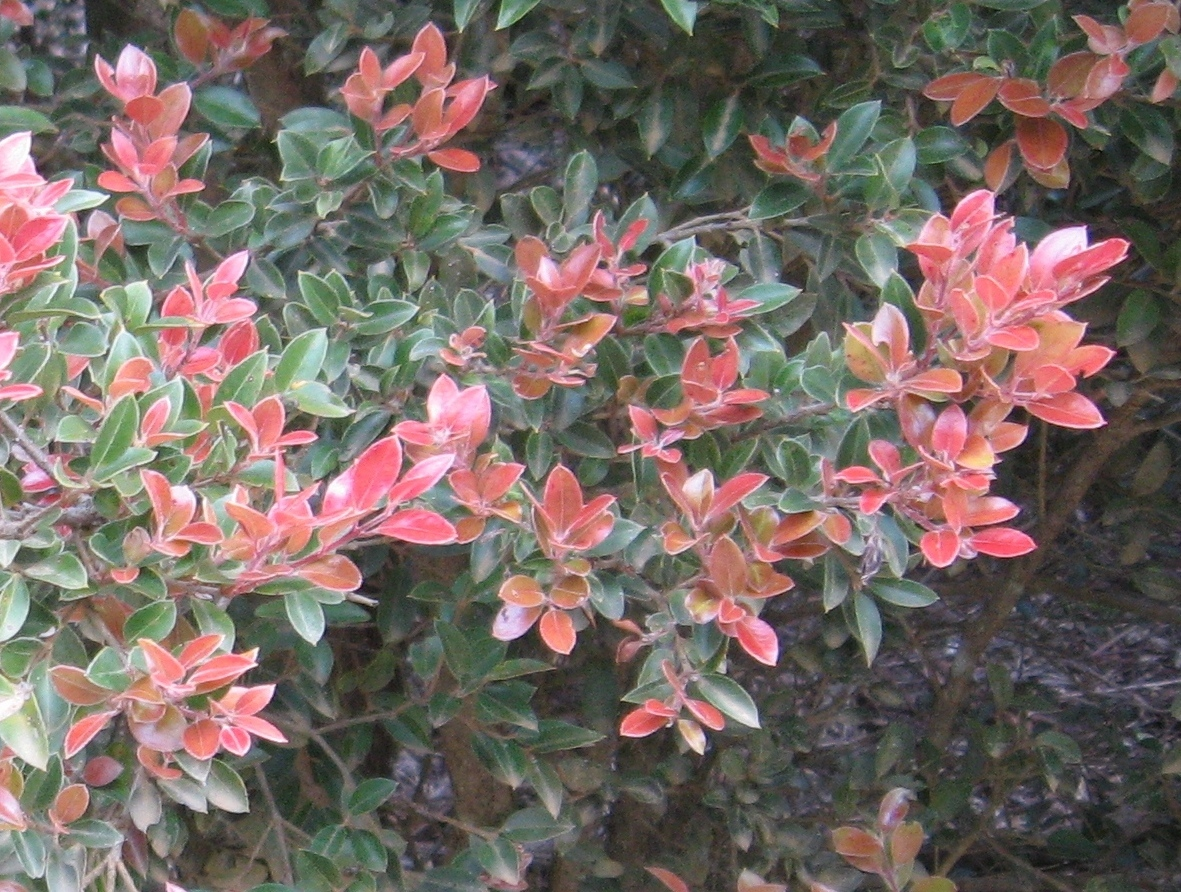